# Florian T. Furtak
Florian Tobias Furtak (* 15. Juli 1967 in Heidelberg) ist ein deutscher Politikwissenschaftler und Professor für Europäisches Recht und Politikwissenschaft an der Hochschule für Wirtschaft und Recht Berlin.

## Werdegang
Nach dem Abitur im Jahr 1986 in Kirchzarten und Zivildienst begann Furtak mit dem Studium der Politikwissenschaft und Anglistik an der Albert-Ludwigs-Universität Freiburg. In den Jahren 1989 bis 1993 absolvierte er die Ausbildung für die Laufbahn des gehobenen Verwaltungsdienstes bei der Stadtverwaltung Waldkirch und an der Fachhochschule für öffentliche Verwaltung Kehl mit dem Abschluss „Diplom-Verwaltungswirt (FH)“. Ab 1993 nahm er das Studium der Politikwissenschaft (Hauptfach), der Rechtswissenschaft (Schwerpunkt: Öffentliches Recht) sowie der Neueren und Neuesten Geschichte (Nebenfächer) an der Philipps-Universität Marburg auf und erlangte 1997 den Abschluss „Diplom-Politologe“. Im Jahr 2001 wurde er, gefördert durch ein Stipendium der Hessischen Förderung für Nachwuchswissenschaftler, an der Universität Marburg von Wilfried von Bredow mit einer politikwissenschaftlichen Dissertation zum Thema Nichtregierungsorganisationen (NGOs) im politischen System der Europäischen Union. Strukturen – Beteiligungsmöglichkeiten – Einfluss zum Dr. phil. promoviert.
Nach der Promotion ging Furtak zunächst in die Kommunalpolitik. In den Jahren 2001 bis 2009 war er Geschäftsführer der SPD-Gemeinderatsfraktion Karlsruhe. Nebenberuflich war er Berater von Kommunen zur Konzeption und Durchführung von Stadtentwicklungsprozessen; wirkte mit an (Zukunfts-)Workshops in Städten und Gemeinden und war Referent der Bürgermeisterseminare „Entwicklung einer Stadtkonzeption“ und „Stärken-Schwächen-Analysen in der Kommune“ an der Verwaltungsschule des Gemeindetags Baden-Württemberg.
Darüber hinaus war er von 2001 bis 2016 Lehrbeauftragter für Europapolitik und Europarecht an den Hochschulen für öffentliche Verwaltung Kehl und Ludwigsburg.
Im Jahr 2009 wurde Furtak an die Hochschule für Wirtschaft und Recht Berlin auf eine Professur für Europäisches Recht und Politikwissenschaft mit dem Schwerpunkt Europäische Integration berufen. Seit 2010 ist er Leiter des Masterstudiengangs „Europäisches Verwaltungsmanagement“, und seit 2016 bekleidet er das Amt des Studiendekans im Fachbereich Allgemeine Verwaltung.
Seit 2004 ist Furtak Herausgeber der Reihe „Politikwissenschaften“ im Herbert Utz Verlag, München.
Sein Vater ist der Politikwissenschaftler Robert K. Furtak. 

## Politik
Furtak ist seit dem Jahr 1997 Mitglied der SPD. Seit 2012 ist er Vorsitzender des SPD-Ortsvereins Hagsfeld, seit 2015 des Ortsvereins Hagsfeld-Waldstadt in Karlsruhe.

## Schriften (Auswahl)
- Nichtregierungsorganisationen im politischen System der Europäischen Union. Strukturen – Beteiligungsmöglichkeiten – Einfluß. 2. Auflage, Utz Verlag, München 2005, ISBN 978-3-8316-0518-7.
- mit Bernd Groß (Hrsg.): Lernziel Europa. Integrationsfelder und -prozesse. Peter Lang Verlag, Frankfurt a. M. 2012, ISBN 978-3-631-63456-1.
- Die EU zwischen Erweiterung und Vertiefung. in: Furtak, Florian T./Groß, Bernd (Hrsg.): Lernziel Europa. Integrationsfelder und -prozesse. Peter Lang Verlag, Frankfurt a. M. 2012, ISBN 978-3-631-63456-1, S. 163–185.
- Europas Engagement für Demokratie und Menschenrechte: Normative Grundlagen und operative Maßnahmen. in: Busch, Dörte/Kutscha, Martin (Hrsg.): Recht, Lehre und Ethik der öffentlichen Verwaltung. Festschrift für Hans Paul Prümm, Nomos, Baden-Baden 2013, ISBN 978-3-8487-0856-7, doi:10.5771/9783845250403-2, S. 51–63.
- Kompetenz für Europa: Die Bedeutung des EU-Rechts für die Ausbildung im Öffentlichen Dienst. in: Lück-Schneider, Dagmar/Kraatz, Erik (Hrsg.): Kompetenzen für ein zeitgemäßes Public Management. Herausforderungen für Forschung und Lehre aus interdisziplinärer Sicht. Zum 25. Jubiläum der Glienicker Gespräche, edition sigma, Berlin 2014, ISBN 978-3-89404-798-6, S. 55–68.
- Kristina Schröder. in: Kempf, Udo/Merz, Hans-Georg/Gloe, Markus (Hrsg.): Kanzler und Minister 2005–2013. Biographisches Lexikon der deutschen Bundesregierungen, Springer VS-Verlag, Wiesbaden 2014, ISBN 978-3-531-19027-3, doi:10.1007/978-3-531-19027-3, S. 211–215.
- Internationale Organisationen. Staatliche und nichtstaatliche Organisationen in der Weltpolitik. Springer VS-Verlag, Wiesbaden 2015, ISBN 978-3-658-00177-3.
- Demokratische Regierungssysteme. Eine Einführung. Springer VS-Verlag, Wiesbaden 2018, ISBN 978-3-658-20782-3